# Provincia de Toliara
Toliara (también Toliary) era una antigua provincia de Madagascar con una superficie de 161 405 km².
Su población era de 2 229 550 habitantes en julio de 2001. Su capital era Toliara. La provincia de Toliara limitaba con las siguientes provincias:
- Provincia de Mahajanga - norte
- Provincia de Antananarivo - nordeste
- Provincia de Fianarantsoa - este

## División administrativa
- 1. Amboasary
- 2. Ambovombe-Androy
- 3. Ampanihy
- 4. Ankazoabo
- 5. Bekily
- 6. Beloha
- 7. Belon'i Tsiribihina
- 8. Benenitra
- 9. Beroroha
- 10. Betioky
- 11. Betroka
- 12. Mahabo
- 13. Manja
- 14. Miandrivazo
- 15. Morombe
- 16. Morondava
- 17. Sakaraha
- 18. Tôlanaro
- 19. Toliara Rural
- 20. Toliara Urban
- 21. Tsiombe